# Sector Canelo-Canelillo
El sector Canelo - Canelillo es una zona típica de la región de Valparaíso ubicada en parte del borde costero del balneario de Algarrobo, Provincia de San Antonio.
Sus características únicas permitieron relevar este patrimonio natural, parte de la identidad de la comunidad algarrobina, declarándolo como Zona típica por el Consejo de Monumentos Nacionales (CMN) el 14 de junio del 2000 a través del decreto Nº212  siendo testimonio real del pasado regional y todo lo que debe ser transmitido a las nuevas generaciones. Posteriormente se realiza una modificación de límites por medio del Decreto Nº 104 el 20 de marzo de 2001, donde se excluye el sector Punta del Fraile y el Santuario de la Naturaleza Islote Pájaros Niños.
Dentro de los antecedentes para la declaración de Zona Típica se contó con cartas de apoyo del Conservador del Museo Municipal de Ciencias Naturales y Arqueología de San Antonio, Alcalde de la I. Municipalidad de Algarrobo, Diputado Sergio Velasco, Presidente del Comité de Defensa del Parque, y otros. Además de un listado de diez mil firmas de apoyo aproximadamente.

## Características
Este sector de gran belleza escénica en su conjunto tiene características únicas debido a sus cualidades ambientales, las cuales deben ser preservadas y perpetuadas en el tiempo, junto a una interesante simbiosis entre los aspectos naturales y la dimensión cultural. Dentro de él se encuentran:
- Playa El Canelo
- Parque El Canelo (Parque Canelo-Canelillo)
- Playa El Canelillo
- Santuario de la Naturaleza Peña Blanca
- Quebrada las Petras

Las playas, consideradas como unas de las mejores de la región, tienen la particularidad de conservar su aspecto rústico y natural, manteniendo casi intacta su geografía original. Se caracterizan por tener arenas blancas, aguas color esmeralda, vertientes y roqueríos, estar rodeadas de un talud costero, poseer quebradas de vegetación nativa y vegetación introducida, así como hermosas vistas panorámicas gracias a sus miradores. Desde el enfoque turístico-recreacional estas playas son aptas para el baño, cuenta con salvavidas, baños, quioscos, y algunos servicios como Canopy, Paseo en Banano, Buceo, entre otros.
La playa El Canelillo se encuentra al lado norte de Playa El Canelo, y es más pequeña. Desde ella se pueden divisar los Santuarios de la Naturaleza Peña Blanca y el Islote Pájaros Niños (más cercana al Islote Pájaros Niños).  
La playa El Canelo es una de las más concurridas del sector, se caracteriza por su oleaje suave, es más amplia que El Canelillo y se encuentra más cercana al límite sur de la zona típica (más cercana al Santuario de la Naturaleza Peña Blanca).
A ambas playas se accede a través del bosque.  
El Parque Canelo-Canelillo se ubica en la parte alta del sector y cuenta con un bosque de Pino Insigne (Pinus radiata) por medio del cual se accede al borde costero.
La cercanía a dos santuarios de la naturaleza (Peña Blanca e Islote Pájaros Niños) hacen del sector un punto estratégico para la conservación de las especies que forman parte del entorno, aportando servicios ambientales como zona de nidificación, refugio y alimentación.

### Historia
La comuna de Algarrobo era propietaria de alrededor de 5 mil metros cuadrados dentro del sector Canelo-Canelillo, en la década de 1970 el exalcalde Carlos Alessandri donó al municipio 33 mil metros cuadrados para la realización del parque.
En el año 1985 el parque en su conjunto se transforma en un Bien Nacional de Uso Público (BNUP) debido a la recepción como área verde del loteo Canelo-Canelillo, por parte de la Dirección de Obras Municipal (Decreto Municipal 85/0917 del 17 de septiembre de 1985). La familia del exalcalde Carlos Alessandri, por medio de la Inmobiliaria Peñablanca ha intentado revocar esta situación argumentando que siguen siendo los dueños del terreno, las sentencias ante estas denuncias han confirmado que el parque es un terreno fiscal y por tanto un Bien Nacional de Uso Público (BNUP).
El 14 de junio del 2000 el sector es declarado como Zona típica por el Consejo de Monumentos Nacionales (CMN).
El 20 de marzo de 2001 se realizan modificaciones a los límites de la Zona típica mediante el Decreto nº212.

### Superficie y Delimitación
El polígono que compone la zona típica tiene una superficie aproximada 72,20 hectáreas. Hacia el sur limita con la comuna de El Quisco.

## Modificación de Límites y Nuevas Normas (Decreto nº104)
El 20 de marzo de 2001 se modifica el Decreto nº212 (donde se declaró zona típica al sector Canelo-Canelillo) por medio de un nuevo decreto nº104. En este se realizan modificaciones a los límites de la zona, excluyendo al sector Punta del Fraile y al Santuario de la Naturaleza Islote Pájaros Niños (ubicado en el norte de la zona típica). Los argumentos para esta modificación tienen que ver con el plan de desarrollo urbano establecido para el sector Punta del Fraile por la Municipalidad de Algarrobo.
Además, debido al uso turístico y recreacional de playas y zonas adyacentes, se hace énfasis en la necesidad de resguardarlas de elementos que desvirtúen su carácter natural (instalaciones, construcciones y equipamiento) y que no cumplan las condiciones sanitarias y de higiene necesaria para tales fines. Se establece que este tipo de obra deberá ser ejecutada por personas o entidades que cuenten con la concesión respectiva, en su caso, y que obtengan la autorización del Consejo de Monumentos Nacionales (CMN).

## Proyecto Mejoramiento del Parque Canelo Canelillo
Desde su declaración como Bien Nacional de Uso Público (BNUP) en 1985 y posterior declaración como Zona Típica en 2000 el parque no había contado con un cuidado acorde a su importancia, ni con adecuada seguridad e infraestructura. Desde el año 2013 se inicia un proceso de tramitaciones para mejorar el Parque.
De este modo, en el año 2015 el Parque Canelo-Canelillo (parte de la zona típica), se acoge al Programa de Rehabilitación de Espacios Públicos del Ministerio de Vivienda y Urbanismo, a cargo del Serviu para la realización de un proyecto de mejoramiento con un financiamiento (Licitación Pública 110/2019) cercano a $600 millones de pesos ($600.000.000 CLP). Hasta diciembre del 2020 se han invertido cerca de $800 millones de pesos ($800.000.000 CLP) en el espacio.
El proyecto consiste en la rehabilitación del parque con un diseño que busca respetar su aspecto natural, mejorando las áreas de desplazamiento con pasarelas de madera de accesibilidad universal, luminarias LED para ahorro energético y sustentable, juegos infantiles y juegos experimentales, baños, sistemas de riego, agua potable y alcantarillado para el área boscosa, evacuación de aguas lluvias para prevenir inundaciones 167 árboles, 763 enmiendas de plantación de arbustos, cactus y suculentas. Además se contempla contar con guardias y una administración que resguarde el buen uso del parque para uso recreacional peatonal, y donde se prohibiría la realización de picnics, Las obras abarcan un total de 5.952 metros cuadrados es decir casi cuatro hectáreas (4 ha).
El 16 de septiembre del año 2019 se da inicio a las obras del proyecto, con una duración estimada en 300 días corridos.

### Denuncia
El 16 de abril del 2020 miembros del Comité Ambiental Comunal de Algarrobo (CAC) y del Comité de Defensa Parque Canelo Canelillo emitieron una denuncia respecto a la destrucción en el parque tras realizar una fiscalización el 14 de abril del 2020. Dentro de las acciones constatadas se encontraría: presencia de huellas de maquinaria pesada en senderos peatonales (donde estaba prohibido o limitado el paso vehicular), pinos marcados para ser talados, árboles y raíces raspadas por las máquinas, corte de árboles y raíces, presencia escombros desordenados y sin control. Se argumentó que existían caminos y senderos por donde podrían haber transitado, así como posibles afectaciones o contaminación al parque y playa. Esta denuncia se formalizó mediante un Recurso de protección en la Corte de Apelaciones de Valparaíso el 30 de abril de 2020 (Rol N°14.458-2020) contra la Municipalidad de Algarrobo, el Ministerio de Vivienda y Urbanismo y el Consejo de Monumentos Nacionales solicitando declarar el proyecto como ilegal, argumentando:
- Falta de un Estudio de Impacto Ambiental previo a la realización del proyecto
- Falta de Fiscalización y plan de manejo del bosque (debido a la tala de árboles para el proyecto)
- Autorización de instalación de 17 quioscos en la playa del Canelillo (ver: Polémica Emplazamiento Quioscos)

#### Sentencia a favor del proyecto
La sentencia acogió el recurso de protección pero solamente en el punto relacionado con la instalación de quioscos, argumentando que estos deben ser autorizados previamente por la DIRECTEMAR (Dirección General del Territorio Marítimo y de Marina Mercante) dada la alteración del paisaje que esta infraestructura puede generar en la zona. Se ratifica que el proyecto es legal y que tiene autorización para ser realizado, ya que no existen intervenciones agresivas al paisaje, además el Consejo de Monumentos Nacionales ratifica que se dio autorización a la realización del proyecto luego de una evaluación técnica, dando cuenta que este cumple con los requisitos y que respeta el carácter ambiental y propio, el estilo arquitectónico general y los valores y atributos de la zona típica Canelo Canelillo. El mejoramiento constituye un paso para la preservación del parque.
Finalmente, para tener un pronunciamiento debidamente fundado, se estima conveniente que la municipalidad consulte al Servicio de Evaluación Ambiental (SEA) si es pertinente el ingreso del proyecto al Sistema de Evaluación de Impacto Ambiental (SEIA).

### Cuestionamientos a la denuncia
La Comunidad Vecinos por la Defensa del Parque Canelo Canelillo de Algarrobo se manifestó en desacuerdo con el Recurso de protección (Rol N°14.458-2020) presentado, y por tanto, a favor de la realización del proyecto de Mejoramiento Parque Canelo Canelillo argumentando el esfuerzo y lucha que como comunidad han puesto para la realización de este proyecto desde el año 2005, en conjunto con diferentes administraciones municipales a lo largo de los años, Serviu y el Consejo de Monumentos y donde nunca vieron el apoyo de las personas denunciantes.
Calificaron como una falta de respeto hacia comunidad la solicitud de paralizar el proyecto, además de levantar falsas alarmas que incluso pondrían en riesgo la adjudicación posterior de fondos para la continuidad o segunda etapa.
Respecto a los quioscos se realizó un llamado a las autoridades para regular y ordenar esa situación, así como evaluar si son estrictamente necesarios.

## Polémica Emplazamiento Quioscos
En enero del 2020 vecinos y turistas realizaron denuncias debido al emplazamiento de una serie de 17 quioscos en el borde costero, estas casetas con apariencia de mediagua invadieron el espacio obstruyendo y alterando el paisaje natural de la Playa El Canelo; junto con ello se denuncia un aumento explosivo de comercio ambulante, sobre oferta de alimentos de todo tipo en quioscos, consumo de alcohol, ningún tipo de servicio higiénico (baño), presencia de basura a lo largo de estacionamientos, bosque y playa, sumado a la falta de preocupación de las autoridades por la nula fiscalización.
Existen sospechas de posibles irregularidades en la concesión de quioscos, estacionamientos servicios de baño por parte de la administración municipal a cargo del alcalde José Luis Yañes.

### Recurso de protección en relación con 17 quioscos
El Recurso de protección presentado el 30 de abril de 2020 (Rol N°14.458-2020) en relación con irregularidades en obras del Parque Canelo-Canelillo incluyó la situación de autorización y emplazamiento de los 17 quioscos. Respecto a este punto la Corte Suprema acogió el recurso de protección y sentenció que la I. Municipalidad de Algarrobo debe coordinar con la DIRECTEMAR (Dirección General del Territorio Marítimo y de Marina Mercante) la autorización de quioscos.
Dentro de las respuestas al Recurso de protección el Consejo de Monumentos Nacionales expuso que en el año 2016 ya había advertido en reiteradas ocasiones a la I. Municipalidad de Algarrobo que existían quioscos sin autorización dentro de la Zona típica Sector Canelo-Canelillo, solicitando información al respecto, la cual no fue contestada sino hasta el 2017 luego de otra reiteración por parte de El Consejo. Esta situación se mantuvo y al no contar con mayores antecedentes El Consejo vuelve a solicitar información en 2018. Finalmente, debido a que el municipio nunca más no respondió, hicieron una visita a terreno el 15 de enero del 2020 constatando la existencia de 17 quioscos sin autorización en la Zona típica.

### Recurso de protección en relación con orden de destrucción de quiosco en 2019
Anterior a la polémica del 2020, a fines del 2019 se genera una orden para destruir una construcción (quiosco) en el sector, esto derivó en un Recurso de Protección Rol Nº 42345-2019 hacia la persona afectada, el cual fue rechazado debido a que los permisos de la construcción no habían sido renovados, expirando el 2018. En el reportaje de TVN respecto al emplazamiento de los 17 quioscos en enero del 2020 se entrevista al afectado por esta polémica, dando cuenta que había tenido la concesión de la playa durante los años '80, '90, y principios del 2000.

### Historial de permisos
Según las "Bases de Postulación a Permisos de Escasa Importancia y Disposiciones Generales para Concesionarios Marítimos" de la Capitanía de Puerto de Algarrobo (parte de DIRECTEMAR) para el período estival 2019/2020 se otorgaron 2 cupos de quioscos a la Playa El Canelillo (página 21) y 3 cupos para la playa El Canelo (página 22). Esto muestra que la instalación de 17 quioscos no tiene relación con las disposiciones del organismo marítimo y por tanto se evidencia una irregularidad en esta situación.
El 18 de febrero del 2020 la I. Municipalidad de Algarrobo autoriza mediante el Decreto Nº0361  la ocupación de 15 quioscos entre el parque, playa y estacionamientos y 9 stands de venta, además de otros quioscos en calles aledañas, y solo 1 baño en los estacionamientos del parque.
Para el verano 2021 (período estival 2020/2021) Según las "Bases de Postulación a Permisos de Escasa Importancia y Disposiciones Generales para Concesionarios Marítimos" de la Capitanía de Puerto de Algarrobo (parte de DIRECTEMAR) período estival 2020/2021(publicadas en octubre del 2020) se otorgaron 2 cupos de quioscos a la Playa El Canelillo (página 23) y 3 cupos para la playa El Canelo (página 24).
En 2001, mediante el Decreto nº104 que modifica los límites de la Zona Típica se hace énfasis en que este tipo de obra (instalaciones, construcciones y equipamiento) deberá ser ejecutada por personas o entidades que cuenten con la concesión respectiva, en su caso, y que obtengan la autorización del Consejo de Monumentos Nacionales (CMN).

## Polémica Licitación Estacionamientos
En enero de 2021 un medio de comunicación local mediante un reportaje evidenció irregularidades en la licitación de estacionamientos del sector Canelo-Canelillo.

## Galería

Zona Típica Sector Canelo-Canelillo
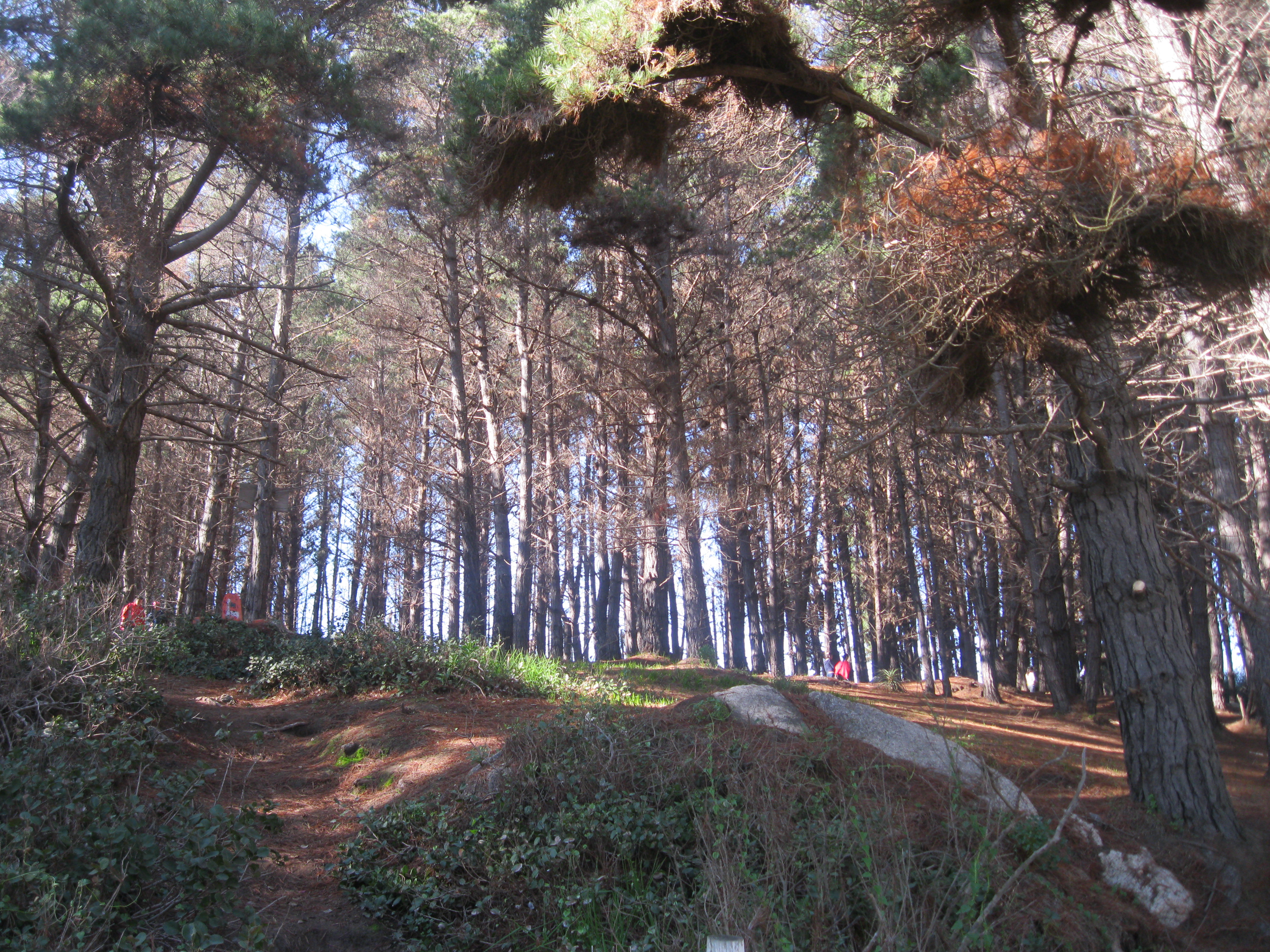
Bosque Parque Canelo-Canelillo
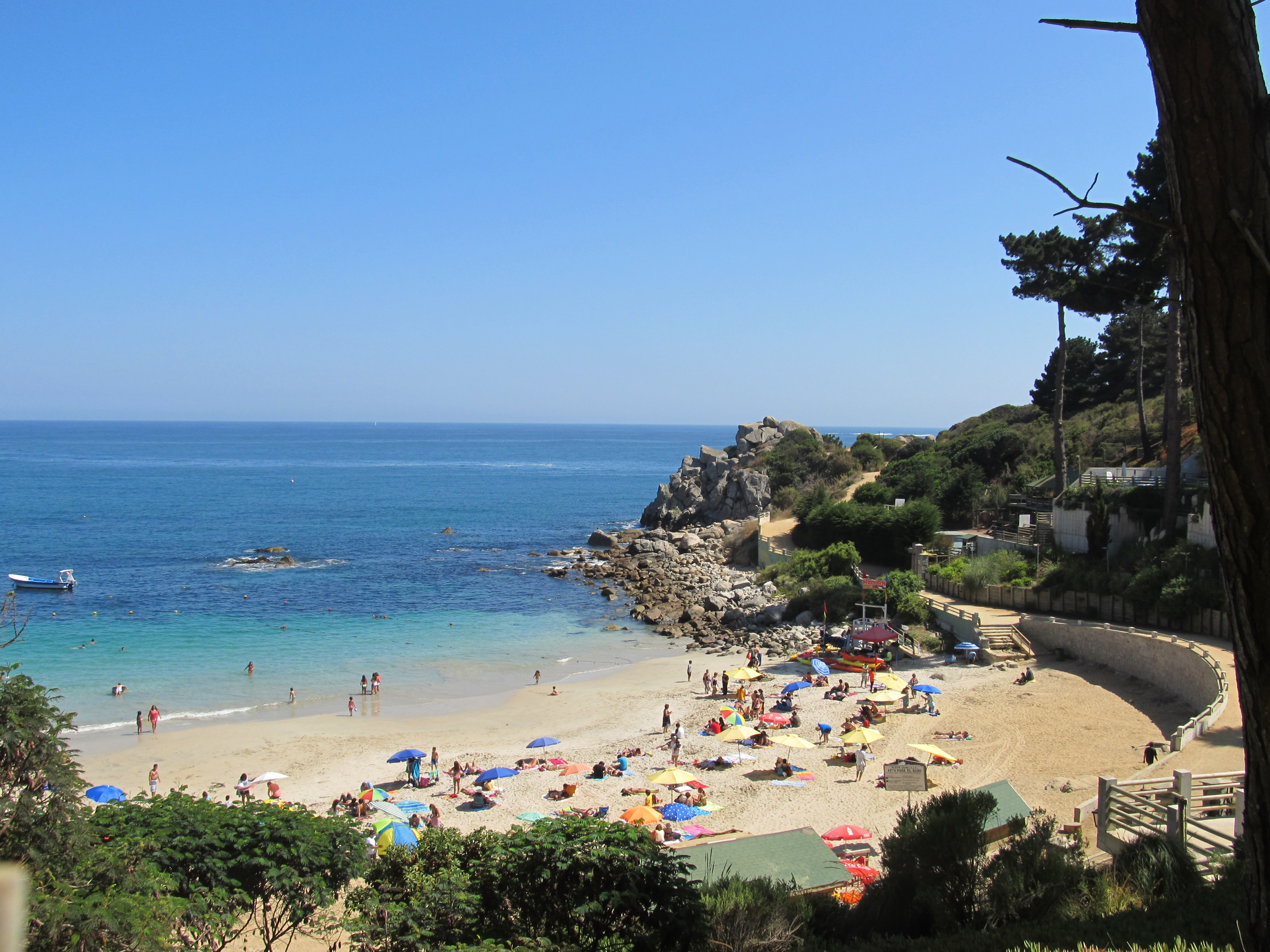
Playa El Canelillo desde bosque
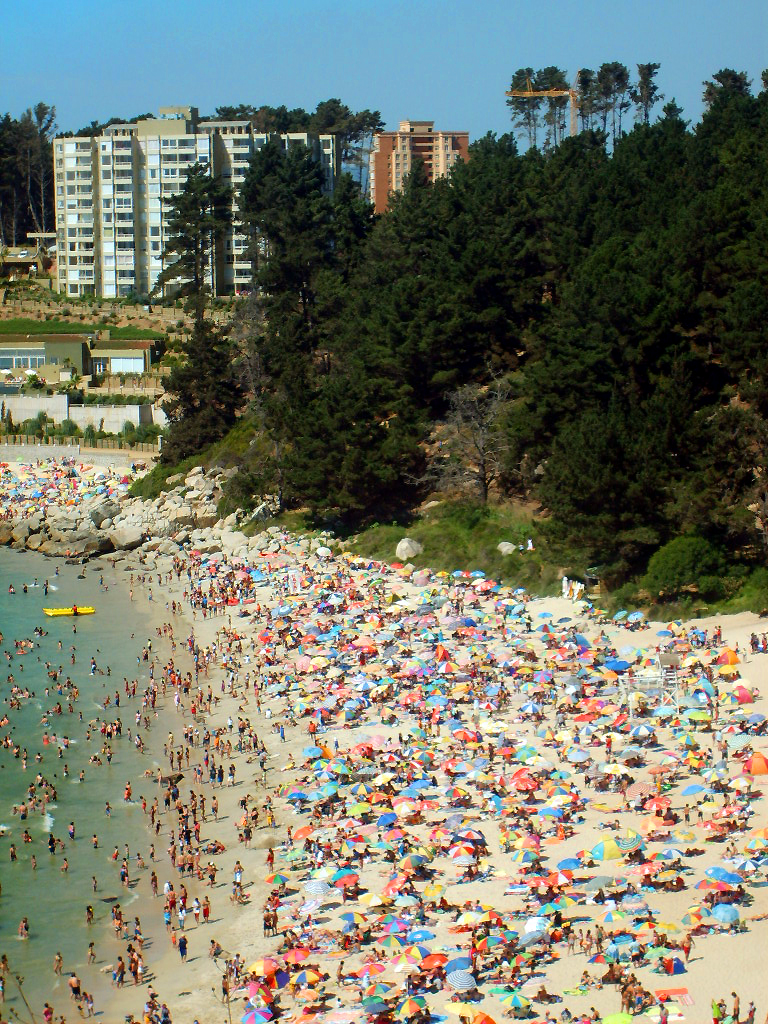
Playa El Canelo. En la esquina superior izquierda se puede ver un pedazo de la Playa El Canelillo
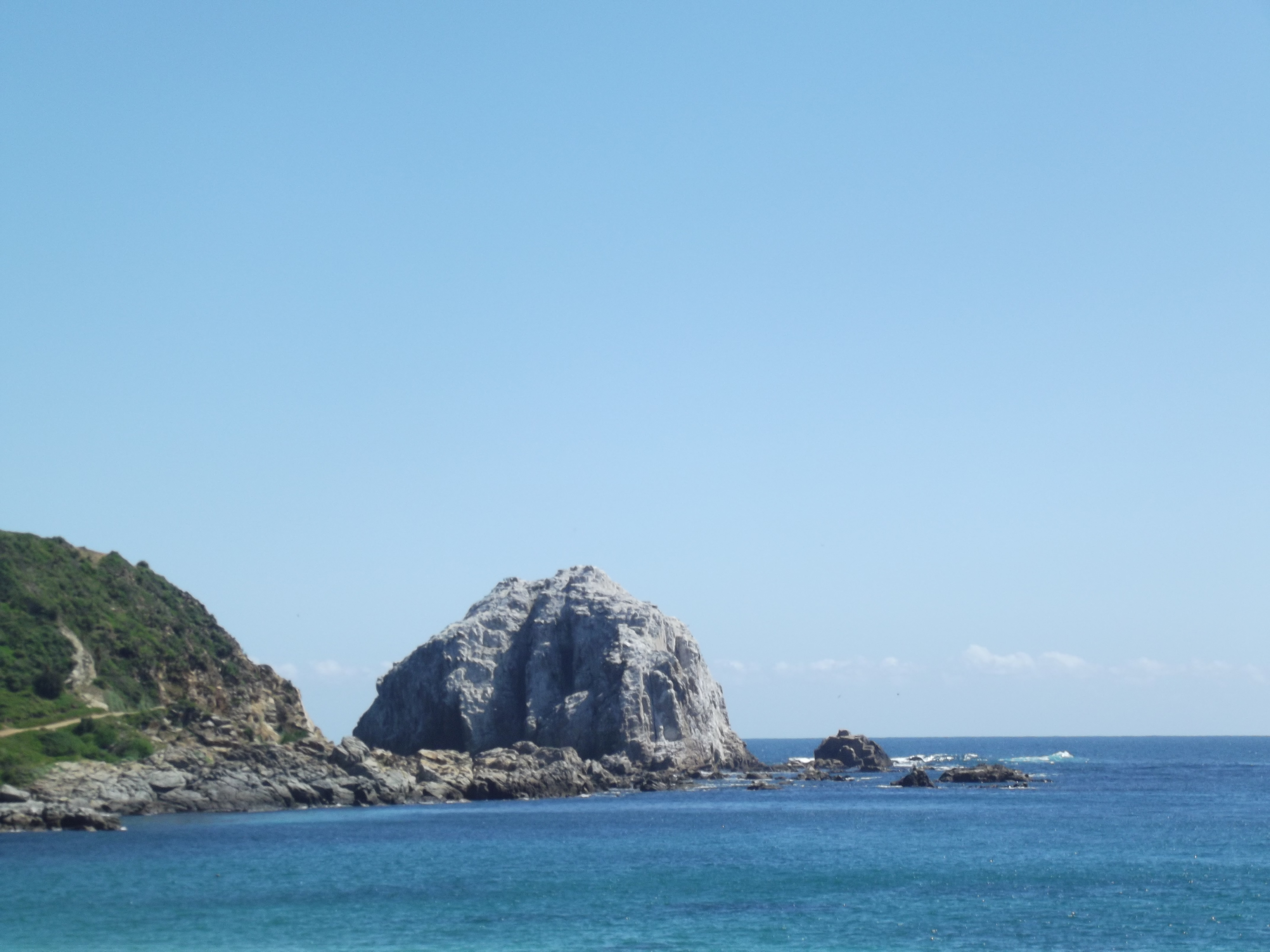
Vista desde Playa El Canelo hacia Santuario de la Naturaleza Peña Blanca
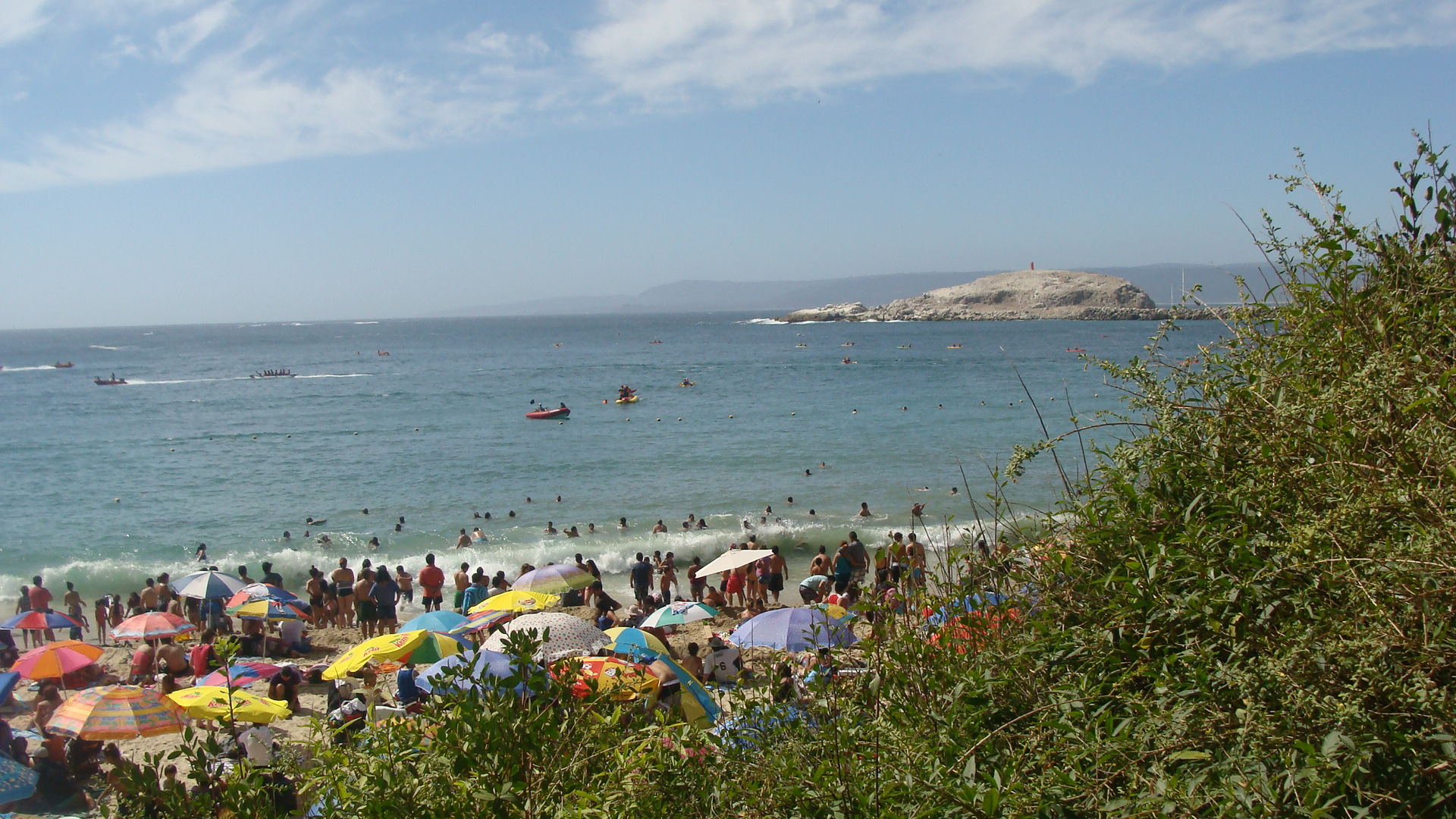
Vista desde Playa Canelillo hacia Islote Pájaros Niños
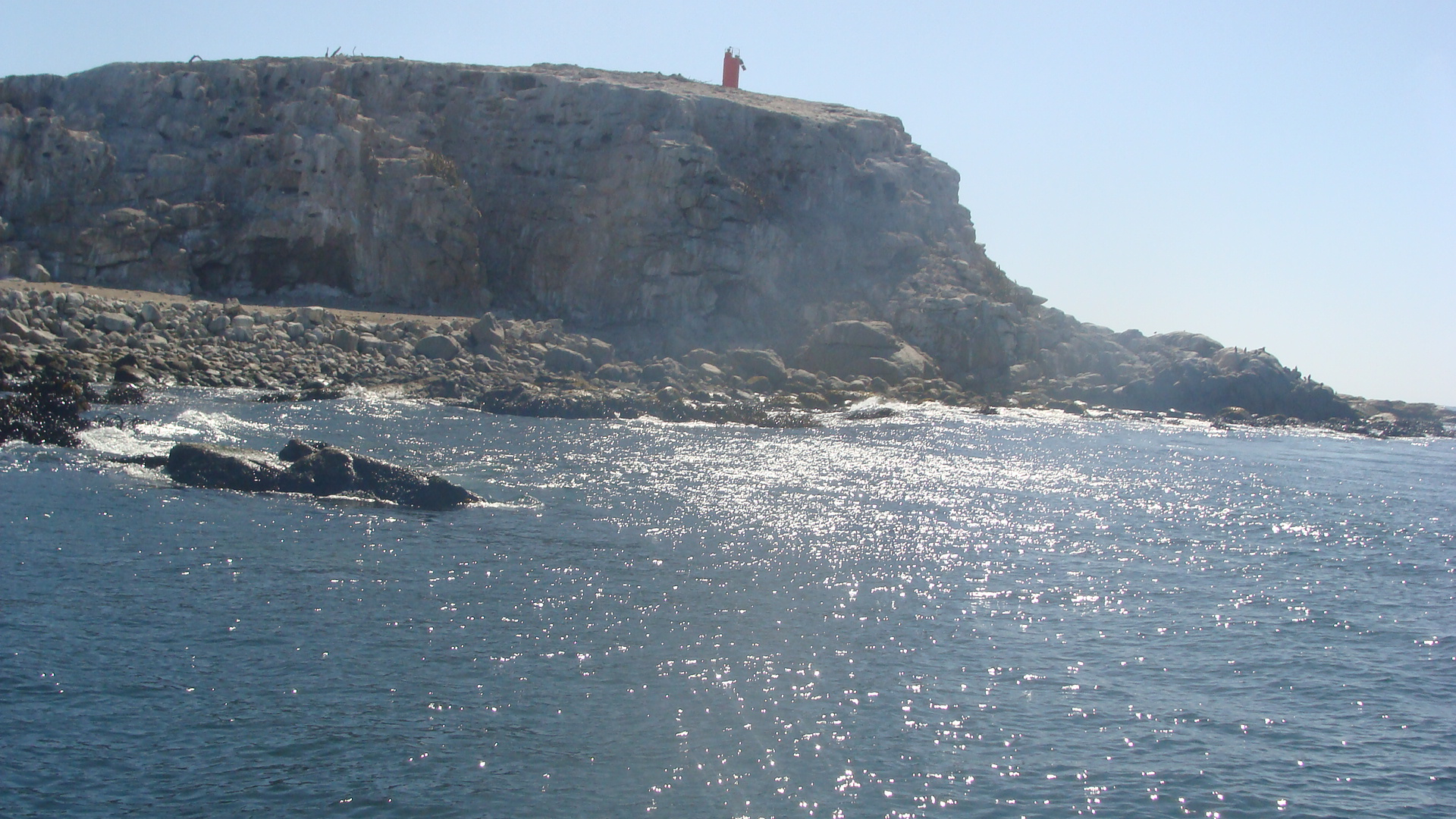
Faro de El Canelo
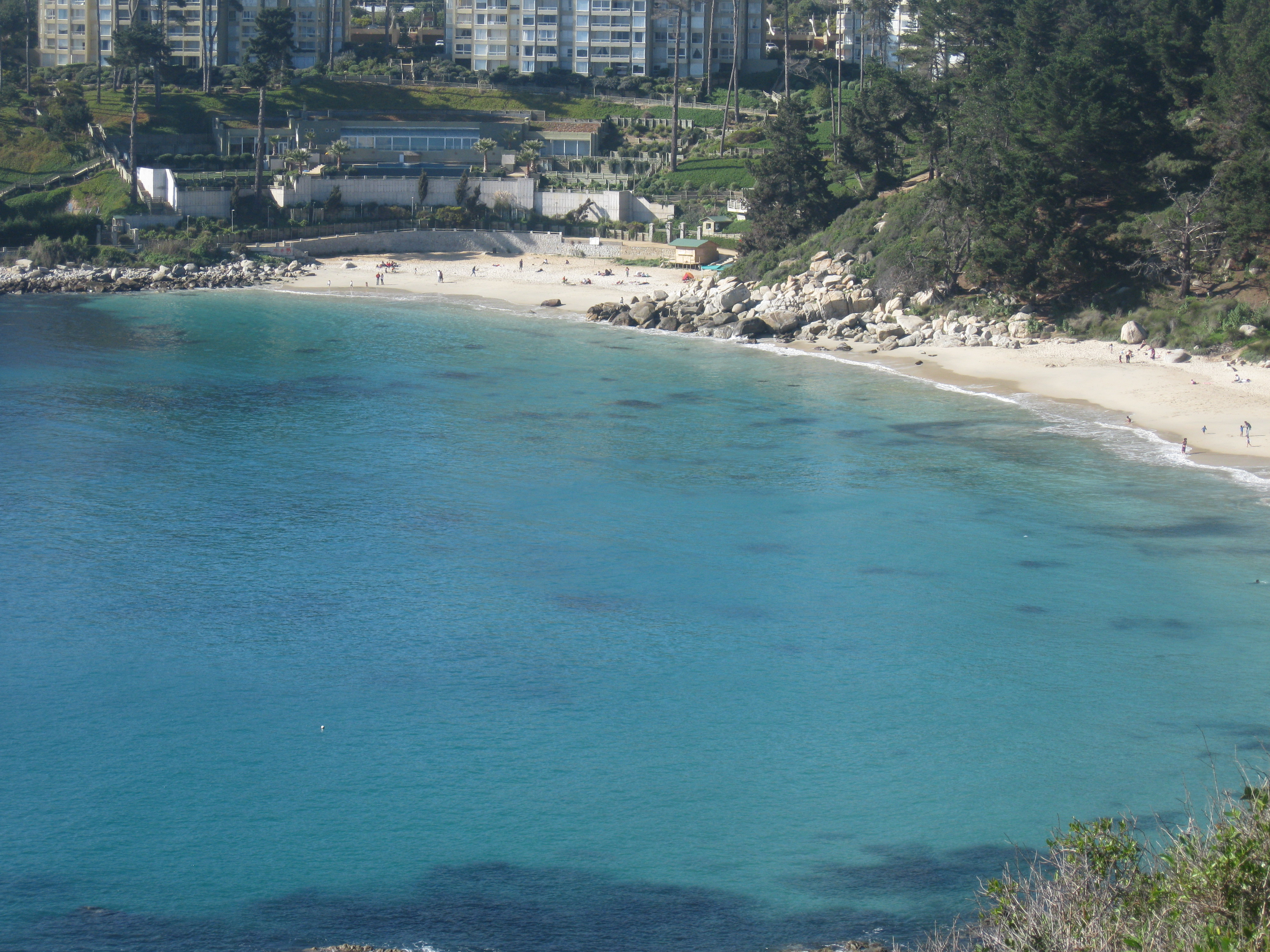
Playa El Canelillo (a la izquierda) Playa El Canelo (a la derecha)
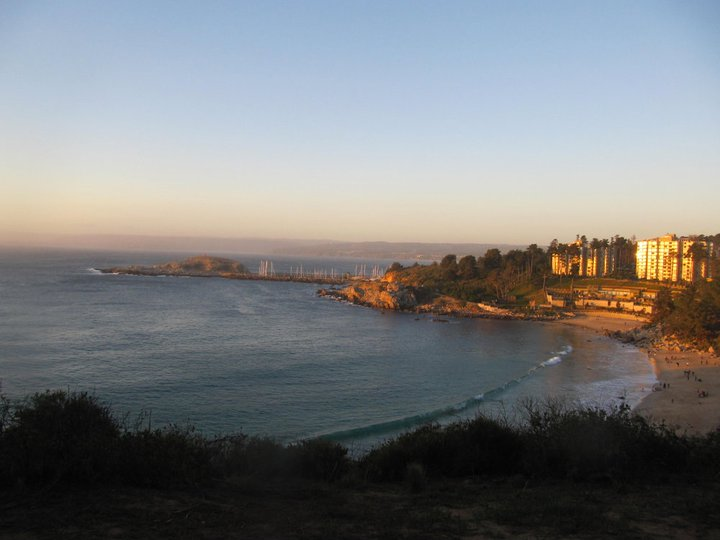
Vista panorámica hacia Playas
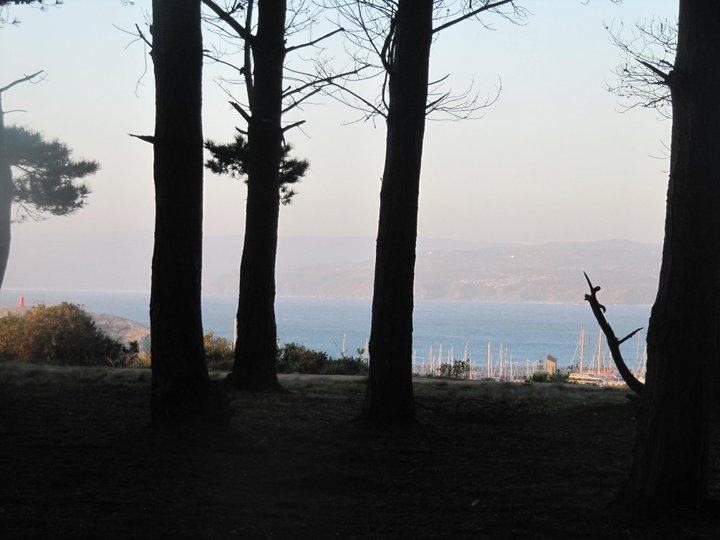
Bosque Parque Canelo Canelillo